# Де Росси, Порша
По́рша де Ро́сси (англ. Portia de Rossi), настоящее имя (с 2010 года) — Порша Ли Джеймс Дедже́нерес (англ. Portia Lee James DeGeneres), при рождении — Ама́нда Ли Ро́джерс (англ. Amanda Lee Rodgers; род. 31 января 1973, Джелонг, Виктория) — австралийско-американская актриса, известная благодаря ролям в сериалах «Элли Макбил», «Замедленное развитие» и «Скандал».

## Ранние годы
Аманда Ли Роджерс родилась 31 января 1973 года в городе Джелонг, Австралия. После окончания школы поступила в Мельбурнский университет, чтобы стать адвокатом. Для заработка на жизнь во время учёбы стала работать манекенщицей.

## Карьера
В 1994 году Порша де Росси попалась на глаза директору по кастингу, который предложил ей роль Джидди в фильме «Сирены» с Хью Грантом в главной роли. Её вдохновил новый опыт, и она решила начать карьеру актрисы.
Хоть она и не преуспела на адвокатском поприще, сыграть адвоката ей удалось на экране: амбициозная Нелли Портер — один из центральных персонажей в сериале «Элли Макбил».
В 1997 году Порша снялась в фильме «Крик 2», в котором сыграла студентку, в 1999 году — в фильме «Стигматы», а в 2005 году — в фильме «Оборотни» с Кристиной Риччи и Джошуа Джексоном. После окончания съёмок сериала «Элли Макбил» она вернулась на телевидение в сериале «Замедленное развитие». В 2007 году она также появилась в 5-м сезоне «Частей тела».

## Личная жизнь
В 1996—1999 года она была замужем за режиссёром документальных фильмов Мелом Меткалфом. Этот брак был фиктивным с целью получения актрисой гринкарты.
Порша Де Росси заявила родителям о своей гомосексуальности в возрасте 16 лет и теперь живёт с американской ведущей, юмористкой и актрисой Эллен Ли Дедженерес. Женщины познакомились в 2004 году и официально поженились 16 августа 2008 года.

## Награды и номинации
| Год  | Награда                        | Категория                                                   | Работа                 | Результат |
| ---- | ------------------------------ | ----------------------------------------------------------- | ---------------------- | --------- |
| 1999 | Премия Гильдии киноактёров США | Лучший актёрский состав в комедийном сериале                | «Элли Макбил»          | Победа    |
| 2000 | Премия Гильдии киноактёров США | Лучший актёрский состав в комедийном сериале                | «Элли Макбил»          | Номинация |
| 2001 | Премия Гильдии киноактёров США | Лучший актёрский состав в комедийном сериале                | «Элли Макбил»          | Номинация |
| 2004 | TV Land Awards                 | Лучший актёрский ансамбль                                   | «Замедленное развитие» | Победа    |
| 2004 | Спутник                        | Лучшая актриса второго плана в сериале — комедия или мюзикл | «Замедленное развитие» | Номинация |
| 2005 | Спутник                        | Лучшая актриса в сериале — комедия или мюзикл               | «Замедленное развитие» | Победа    |
| 2005 | Премия Гильдии киноактёров США | Лучший актёрский состав в комедийном сериале                | «Замедленное развитие» | Номинация |
| 2006 | Премия Гильдии киноактёров США | Лучший актёрский состав в комедийном сериале                | «Замедленное развитие» | Номинация |
| 2014 | Премия Гильдии киноактёров США | Лучший актёрский состав в комедийном сериале                | «Замедленное развитие» | Номинация |

## Фильмография
| Год       |     | Русское название                            | Оригинальное название                            | Роль                            |
| --------- | --- | ------------------------------------------- | ------------------------------------------------ | ------------------------------- |
| 1994      | ф   | Сирены                                      | Sirens                                           | Джидди                          |
| 1995—1996 | с   | Что-то слишком                              | Too Something                                    | Мария Хантер                    |
| 1995      | ф   | Женщина на Луне                             | The Woman in the Moon                            | Шона                            |
| 1996—1997 | с   | Ник Френо: Дипломированный учитель          | Nick Freno: Licensed Teacher                     | Элана Льюис                     |
| 1997      | с   | Салон Вероники                              | Veronica's Closet                                | Кэролайн                        |
| 1997      | ф   | Крик 2                                      | Scream 2                                         | Мёрфи, сестра женского общества |
| 1998      | тф  | Астория                                     | Astoria                                          | девушка                         |
| 1998      | ф   | Фанатка                                     | Girl                                             | Карла Спарроу                   |
| 1998      | тф  | Идеальные убийцы                            | Perfect Assassins                                | Лана Коллинз                    |
| 1998—2002 | с   | Элли Макбил                                 | Ally McBeal                                      | Нелли Портер                    |
| 1999      | ф   | Невидимые                                   | The Invisibles                                   | Джой                            |
| 1999      | ф   | Американские интеллигенты                   | American Intellectuals                           | Сара                            |
| 1999      | ф   | Стигматы                                    | Stigmata                                         | Дженнифер Келлио                |
| 1999      | с   | Элли                                        | Ally                                             | Нелли Портер                    |
| 2001      | ф   | Женщина в фильме                            | Women in Film                                    | Джина                           |
| 2001      | ф   | Тот, которого заказали                      | Who Is Cletis Tout?                              | Тэсс Тобиас                     |
| 2002      | тф  | Сияние                                      | The Glow                                         | Джекки Лоуренс                  |
| 2002      | с   | Сумеречная зона                             | The Twilight Zone                                | Лорел Дженас                    |
| 2003      | тф  | Принц Америки: История Джона Ф. Кеннеди-мл. | America's Prince: The John F. Kennedy Jr. Story  | Кэролин Бессет-Кеннеди          |
| 2003      | с   | Мистер Стерлинг                             | Mister Sterling                                  | Лорен Барнс                     |
| 2003      | ф   | Я — свидетель                               | I Witness                                        | Эмили Томпсон                   |
| 2003      | ф   | Ночь, которую мы назвали днём               | The Night We Called It a Day                     | Хилари Хантер                   |
| 2003      | ф   | Две девушки из Лемура                       | Two Girls from Lemoore                           | слепая женщина                  |
| 2003—2019 | с   | Замедленное развитие                        | Arrested Development                             | Линдси Блат Фюнке               |
| 2004      | ф   | Смерть по прейскуранту                      | Dead & Breakfast                                 | Келли                           |
| 2005      | ф   | Оборотни                                    | Cursed                                           | Зила                            |
| 2007—2009 | с   | Части тела                                  | Nip/Tuck                                         | Оливия Лорд                     |
| 2009      | в   | Смысл амбиций: Поиск цели вашей жизни       | Ambition to Meaning: Finding Your Life's Purpose | Денис Мур                       |
| 2009—2010 | с   | Давай ещё, Тед                              | Better Off Ted                                   | Вероника Палмер                 |
| 2011      | кор | Месть придурков                             | Revenge of the Nerds                             | Палмер                          |
| 2012      | тф  | Смарт-1                                     | The Smart One                                    | Джудит Свон                     |
| 2012      | тф  | Семейка монстров                            | Mockingbird Lane                                 | Лили Манстер                    |
| 2014—2017 | с   | Скандал                                     | Scandal                                          | Элизабет Норт                   |
| 2015      | ф   | Теперь добавьте мёд                         | Now Add Honey                                    | Бет Морган                      |
| 2017      | с   | Диета из Санта-Клариты                      | Santa Clarita Diet                               | доктор Кора Вольф               |